# Oxyopes russulus
Oxyopes russulus là một loài nhện trong họ Oxyopidae.
Loài này thuộc chi Oxyopes. Oxyopes russulus được Tord Tamerlan Teodor Thorell miêu tả năm 1895.